# 三宅裕司
三宅 裕司（みやけ ゆうじ、1951年〈昭和26年〉5月3日 - ）は、日本のコメディアン、俳優、タレント、司会者、ディスクジョッキー。劇団スーパー・エキセントリック・シアター（SET）主宰。熱海五郎一座座長。
東京都出身。アミューズ所属。

## 経歴

### 生い立ち
東京都千代田区神田神保町出身。家業は印刷業。実父は8ミリ映画の撮影を趣味に持ち、実母は松竹歌劇団（SKD）出身で日本舞踊の名人、伯母もSKDの元団員だった。母の影響で幼い頃から日本舞踊、三味線、長唄、小唄などを習う。中学時代から落語やバンドを始めた。

### 学生時代
千代田区立一橋中学校を経て明治大学付属明治高等学校、明治大学経営学部卒業。明治大学落語研究会の後輩に落語家の立川志の輔、立川談之助、立川談幸、タレントの渡辺正行がいた。
クレージーキャッツの『無責任一代男』に影響され、大学時代は「カンニングしなかった試験科目はない」「チャックの筆箱の中にフランス語の試験範囲の仏文と和訳と全部書いたりね」「最初から（優・良・可の）可を狙うんです」と述懐している。
大学時代、4代目「紫紺亭志い朝」を襲名。卒業と同時に5代目を立川志の輔に譲り、その志の輔も卒業と同時に6代目を渡辺正行に譲った。

### 1970年代
大学卒業後は喜劇役者を目指して日本テレビタレント学院に入ったが、生徒が若い人ばかりでなじめず3か月で辞め、その後、劇団東京新喜劇に入るも一度も公演せずに劇団自体が解散。コントグループ・少年探偵団を経て、斎藤洋介らと共に劇団大江戸新喜劇の旗揚げに参加するが、「笑いの質が違う」（三宅談）と一度も舞台に立たないまま脱退した。
その時に行動を共にした小倉久寛、八木橋修ら15人のメンバーと、1979年、劇団スーパー・エキセントリック・シアター（SET）を旗揚げ。現在に至るまで座長を務め、一貫して東京の笑いを追求し続けている。コンセプトは「ミュージカル・アクション・コメディ」。年に一度の本公演では、結成から30年以上経った現在でも東京公演のみで1万6000人以上の観客を動員し、チケットも即完売するなど人気を博している。元劇団員には岸谷五朗、寺脇康文、水木薫、小粥よう子らがいる。

### 1980年代
1984年2月、ニッポン放送のラジオ番組『三宅裕司のヤングパラダイス』のパーソナリティを務めたことで若者から絶大な支持を集め、全国的な知名度を一気に得る。『テレビ探偵団』や『三宅裕司のいかすバンド天国』などを皮切りに明朗快活な雰囲気に加え、キレの良い会話と相手の話に対する反応の良さ、切り返しの巧さで、数々のバラエティ番組の司会を務めた。石橋貴明によると、おニャン子クラブを輩出した『夕やけニャンニャン』も当初は三宅や片岡鶴太郎を中心にした番組になる予定だったとのこと。
1986年6月9日、三宅はラジオ番組『三宅裕司のザ・ベスト30"スゲェ!"』でマコさまと呼ばれる一般人女性と結婚。浅草ビューホテルで披露宴を行った。
1986年にニューヨークのオフ・ブロードウェイで観劇したゴスペルミュージカル『ママ・アイ・ウォント・トゥー・シング（Mama I Want to Sing）』に感激し、所属事務所のアミューズとともに1988年の来日公演実現を強力にサポートした。その際は久保田利伸から「三宅さん! すごいミュージカルを日本に呼んでくれてありがとう!」と感謝され、2013年の再来日公演でもオフィシャルサポーターを務めている。

### 1990年代
長年、ニッポン放送の聴取率に貢献している人気ラジオパーソナリティであることから、1990年・2000年のニッポン放送の年末特別番組『ラジオ・チャリティー・ミュージックソン』のメインパーソナリティを10年おきに担当してきた。三宅自身も普段レギュラー担当している番組の『裕司と雅子のガバッといただき!!ベスト30』『三宅裕司のザ・ベスト30"スゲェ!"』『三宅裕司 みんなのヒット!ベスト20+10』ではほぼ毎年必ず年末の放送で『ミュージックソン』に近づくと「10年おきにやってるんだ」と語っており、このまま順調にニッポン放送にレギュラー出演していれば2010年にも再びメインパーソナリティを任されるかが注目されていた。しかし、2010年のメインパーソナリティはオードリーが担当することになり、三宅の10年ぶり3度目の登板とはならなかった。なお、三宅は2020年度を迎えた現在でも看板パーソナリティの一人として出演を続けている。

### 2000年代
2004年の第27回日本アカデミー賞では、『壬生義士伝』のシリアスな演技が評価され、優秀助演男優賞を受賞した。また、同年、第1回喜劇人大賞特別賞も受賞した。
2004年からは毎年、東京の笑いである軽演劇を継承すべく、師と仰ぐ伊東四朗や、渡辺正行、小倉久寛らと共に『伊東四朗一座』を公演し（伊東が不参加の時は『熱海五郎一座』と称する。由来は「伊東」の手前で「熱海」、「四朗」の次で「五郎」）、そこでも舞台を引っ張っていく手腕を遺憾なく発揮している。伊東四朗一座・熱海五郎一座はのべ10万人以上の観客を動員し、チケットは入手困難なプレミアチケットとなっている。また、伊東とはコントライブ『いい加減にしてみました』も不定期に上演している。
2007年には学生時代からの夢だった、17人編成のビッグバンド「三宅裕司 & Light Joke Jazz Orchestra」を結成。SETの舞台に参加したり、ライブ活動を行ったりしている。ライブでは笑いをふんだんに取り入れたトークや映像を使うなどして、ジャズに馴染みのない人でも楽しめる構成になっている。三宅以外は全員プロのミュージシャンで編成され、ライブには小曽根真、カルロス菅野、寺井尚子、アルベルト城間といった本格派から、グッチ裕三、コロッケ、戸田恵子など、バラエティに富んだ三宅の音楽仲間が参加している。

### 2010年代
2011年7月30日、長年患っていた椎間板ヘルニアの症状が悪化したため、救急搬送されて緊急手術を行った。術後、下半身の感覚がほとんどない状態が続き、長期のリハビリ期間を必要としたため、年内いっぱいを目処に休養する旨を明らかにする。年内に企画されていた舞台やライブなどは全て中止された。レギュラー番組は元劇団員の岸谷五朗や寺脇康文など、同じ事務所のアミューズに所属しているタレントらが代役を務めた。2012年1月1日、ニッポン放送のラジオ番組『三宅裕司のサンデーヒットパラダイス』の生放送で復帰した。
2018年7月22日、パーソナリティを務めるラジオ番組『三宅裕司のサンデーヒットパラダイス』に電話出演し、病院で前立腺肥大症と診断されたことを明かすとともに、治療に専念するためしばらく療養することを発表した。手術後の同年8月8日に退院し、8月12日には『三宅裕司のサンデーヒットパラダイス』の生放送にも復帰した。
2019年1月3日、休暇で訪れた長野県諏訪市のスキー場で滑走中に転倒して左大腿骨転子部を骨折し、現地の病院で手術を施される。1月6日・13日に放送された『三宅裕司のサンデーヒットパラダイス』では小倉久寛がピンチヒッターを務め、三宅も入院先の病院から電話で生出演した。1月20日の放送でスタジオ復帰を果たし、「1月4日に手術しました。そこからリハビリでここまできました。もう全然大丈夫です」などとリスナーに報告した。
2019年11月には、熱海五郎一座の活動などが讃えられ、第36回浅草芸能大賞を受賞した。

### 2020年代
2021年12月23日、明治大学落語研究部時代の高座名「紫紺亭志い朝」を名乗った5代目の立川志の輔・6代目の渡辺正行による4代目の三宅へのプレゼント「三宅裕司70歳記念落語会」が新橋演舞場で開催された。当日の演目は、渡辺「時そば」、志の輔「八五郎出世」、三宅「鰻の幇間」。

## 人物
- 乳児期は、近所に住んでいた画家・いわさきちひろの乳を飲んで育つ。当時、ちひろは乳飲み子だった息子・松本猛（のちの安曇野ちひろ美術館館長）をやむなく安曇野の両親に預けていたため、母乳が途切れぬようにと三宅に乳を与えていた[16]。
- 曾祖父が「郵便制度の父[17]」と呼ばれる前島密と遠戚であると『森田一義アワー 笑っていいとも!』の「テレフォンショッキング」出演時に明かし、総合司会のタモリに1円切手のシート（額入り）をプレゼントした。

## 出演

### テレビ番組
- 多摩CCIS ニュータウンの皆さま こんにちは（1976年、多摩テレビ）
- サザンの勝手にナイトあっ!う○こついてる（1984年4月7日 - 9月、日本テレビ）[18][19]
- いい加減にします! （1984年 - 1985年、日本テレビ）
- 三宅裕司じゃん! （1985年、日本テレビ）
- 大きなお世話だ! （1985年 - 1986年、日本テレビ）
- しゃれっぽクラブ（1985年 - 1986年、TBS）
- 夕やけニャンニャン（1985年、フジテレビ） - 月曜日レギュラー
- ごきげん!月曜7時半 → 新ごきげん!月曜7時半（1986年、日本テレビ）
- テレビ探偵団（1986年 - 1992年、TBS）
- 三宅裕司のおめざめマンボ（1987年 - 1988年、テレビ朝日）[20]
- パッパラパラダイス（1988年、TBS）
- SUPER WEEKEND LIVE 土曜深夜族（1988年 - 1989年、TBS）
- 平成名物TV・三宅裕司のいかすバンド天国（1989年 - 1990年、TBS）
- 愉快にオンステージ（1989年4月 - 1993年3月、NHK）
- EXテレビ（1990年 - 1994年、日本テレビ）
- 平成名物TV・三宅裕司のえびぞり巨匠天国（1991年、TBS）
- 星期六我家的電視・三宅裕司の天下御免ね! （1991年 - 1992年、TBS）
- オールスター感謝祭（1992年・1994年・2008年、TBS） - 解答者
- ムーブ・三宅裕司のぎゃっぷウォーズ（1992年 - 1993年、TBS）
- おしえて!ガリレオ（1992年 - 1994年、読売テレビ）
- ムーブ・三宅裕司の!どこが違うの? （1993年、TBS）
- 驚きももの木20世紀（1993年 - 1999年、朝日放送）
- テレビの王様（1994年、TBS）
- 超IQ!ひらめきパパ（1994年10月 - 1995年3月、日本テレビ）
- 世界ウルルン滞在記（毎日放送） - 準レギュラー
- THE夜もヒッパレ（1995年 - 2002年、日本テレビ）
- 輝け!噂のテンベストSHOW → 新テンベストSHOW （1995年10月 - 1997年3月、読売テレビ）
- どっちの料理ショー → 新どっちの料理ショー（1997年4月 - 2006年9月・2007年1月・2012年4月、読売テレビ）
- コレって変ですか〜!?（1998年10月 - 1999年3月、フジテレビ）
- 鶴瓶と三宅、ふたりはうさぎ年（1999年1月3日、フジテレビ）
- 恋ボーイ恋ガール（1999年4月 - 1999年9月、フジテレビ）
- 三宅裕司のワークパラダイス（1999年 - 2000年、山口放送）
- 三宅裕司のドシロウト（2000年 - 2006年、山口放送）
- 週刊ワイドコロシアム（2000年4月 - 2000年9月、テレビ朝日）
- ガキバラ帝国2000! → ガキバラ!（2000年4月15日 - 2001年3月10日、TBS)
- 世界痛快伝説!!運命のダダダダーン! → 世界痛快伝説!!運命のダダダダーン!Z （2000年10月 - 2004年3月、朝日放送）
- 24時間テレビ 「愛は地球を救う」・THE深夜もヒッパレ CLUB24（2001年8月・2002年8月、日本テレビ）[21]
- 親の顔が見てみたい?（2002年4月 - 2003年3月、NHK）
- ものしり一夜づけ（2003年 - 2005年、NHK）
- 最高!ブギウギナイト（2003年4月 - 9月、テレビ東京）
- 笑いの金メダル（2004年4月 - 2007年3月、朝日放送）
- クイズ!家族でGO!!（2004年10月 - 12月、TBS）
- 三宅式こくごドリル（2005年 - 2006年、テレビ東京）
- 週刊!健康カレンダー カラダのキモチ（2006年4月16日 - 2012年3月25日、中部日本放送） - 司会
- 奥さまは外国人（2006年4月 - 2007年6月、テレビ東京）
- ザ・催眠〜奇跡の癒しパワー〜（2006年9月22日、TBS）
- ゲツヨル! （2006年10月 - 2007年6月、日本テレビ）
- ニッポン旅×旅ショー（2006年10月 - 2007年9月、読売テレビ）
- おかえり! （2007年4月 - 9月、テレビ朝日）
- 思い出のメロディー（2007年8月18日・2010年8月21日、NHK） - 司会（松下奈緒と共に）
- 番組たまご・地球 笑ウソTV〜USO!HONTO?〜（2007年11月10日、NHK）
- 森山家の大パニック! （2008年3月20日、NHK）
- 全国一斉!日本人テスト（2008年4月 - 2009年7月、フジテレビ）
- 世界を変える100人の日本人! JAPAN☆ALLSTARS （2008年10月17日 - 2010年9月17日、テレビ東京）
- 地球感動配達人 走れ!ポストマン（2008年10月19日 - 2009年9月20日、毎日放送）
- わたしが子どもだったころ（2009年9月30日・11月8日、NHK BShi）
- おもいッきりDON! （2009年10月7日、日本テレビ） - スペシャルゲスト
- 情報エンタメLIVE ジャーナる! （2009年10月25日 - 2010年3月28日、フジテレビ・関西テレビ）
- 新春!ニッポン（NHK） - 司会
  - 招福・日本の元旦めでたいスペシャル（2010年1月1日）
  - 初夢か?現実か? 2011新春!暮らしを大予想（2011年1月1日）
  - 2013新春!テレビが見つめたニッポンの60年（2013年1月1日）
  - 2014新春!100年前からおめでとう ニッポンめでたい記念日（2014年1月1日）
  - 新春 つなげようニッポン!2015めでたいカレンダー（2015年1月1日）
  - 2016年新春! ニッポン“ふるさとお宝”祭り（2016年1月1日）
  - 2017年新春!ニッポン元気になるお宝百景（2017年1月1日）
  - 2018年新春!ニッポン“にぎわい”リレー!（2018年1月1日）
  - 2019年新春 発見!ニッポンにぎわいリレー（2019年1月1日）
  - 2020年新春!ニッポン“にぎわい”リレー（2020年1月1日）
  - 2021年新春!ニッポン“ふるさと”リレー（2021年1月1日）
  - 2022年新春!ニッポン“ふるさと”リレー（2022年1月1日）
- うわさ体感バラエティ くちこみっ（2010年4月6日 - 9月14日、フジテレビ）
- ちょっと変だぞ日本の自然（NHK） - 司会
  - 「大ピンチ!ふるさと激変スペシャル」（2010年8月18日）
  - 「新型生物誕生スペシャル」（2011年8月10日）
- ニッポン インポッシブル（2010年10月12日 - 2011年3月15日、フジテレビ）
- この日本人がスゴイらしい。Brand New Japan （2010年10月22日 - 2011年4月24日、テレビ東京）
- カリフォルニア夢!紀行（2010年12月19日、RKB毎日放送）
- 番組たまご・スゴロQ ジャパン（2011年8月22日・2012年3月26日、NHK） - 司会（スゴロクマスター）
- 健康カプセル!ゲンキの時間（2012年4月1日 - 2019年3月31日、CBCテレビ） - 司会
- 井上ひさしとてんぷくトリオのコント（2012年7月8日、NHK BSプレミアム） - 舞台演出
- ワラッタメ天国（2012年10月28日 - 2013年3月24日、フジテレビ）
- 今昔!古地図東京巡り（2013年 - 2015年、BS-TBS）
- 落語小僧（2013年4月9日 - 2016年1月1日、BSフジ）
- コントの劇場 〜The Actors' Comedy〜（2013年4月26日 - 2015年3月27日、NHK BSプレミアム）
- きわめびと → 助けて!きわめびと（2014年4月 - 12月 → 2015年4月4日 - 2017年3月18日、NHK） - 司会
- 笑点（2015年2月15日・2019年9月15日、日本テレビ） - 演芸コーナーにて、小倉久寛と共にコントを披露
- にっぽん真発見（2015年4月5日 - 2017年3月26日、BSジャパン） - MC
- 三宅裕司のふるさと探訪〜こだわり田舎自慢〜（2015年4月7日 - 2023年9月21日、BS日テレ）
- 三宅裕司の音楽御殿〜昭和40年代ラプソディ〜（2017年1月3日、BSフジ）
- 三宅裕司と春風亭昇太のサンキュー歌謡曲一座（2017年11月12日・2018年4月28日、フジテレビ） - MC
- 実家を片づけてみませんか?（2018年1月20日・4月25日・7月25日、TBS） - サンドウィッチマンと共にMC
- 芸能人格付けチェック!2019 お正月スペシャル（2019年1月1日、ABCテレビ） - 中村雅俊とペアで出演
- アーカイブス秘蔵映像でよみがえる にっぽんの廃線100（2020年5月6日、NHK総合・2020年8月1日、NHK BSプレミアム）
- 日テレ系音楽の祭典 Premium Music 2022「THE夜もヒッパレ復活企画」（2022年3月30日、日本テレビ） - MC[22]
- アーカイブス映像でよみがえる にっぽんの鉄道「蒸気機関車」 (2022年6月12日、NHK総合) - 司会 [23]
- 24時間テレビ 愛は地球を救う45「24時間もヒッパレ！あの名曲に会いたい！」（2022年8月27日、日本テレビ） - 司会[24]
- チコちゃんに叱られる!（2025年2月21日、NHK）

### ラジオ番組
- 高橋幸宏のオールナイトニッポン（1983年4月 - 1983年12月、ニッポン放送）
- 学園バラエティ パンツの穴（1983年10月15日 - 1984年3月31日、ニッポン放送）[25]
- 三宅裕司のヤングパラダイス（1984年2月 - 1990年3月、2024年7月15日、ニッポン放送）[2][26][27]
- 三宅裕司のどよーん! （1990年4月 - 1992年3月、ニッポン放送）
- 裕司と雅子のガバッといただき!!ベスト30 （1992年4月 - 2002年3月、ニッポン放送）
- 三宅裕司のザ・ベスト30"スゲェ!" （2002年4月 - 2005年12月、ニッポン放送）
- 三宅裕司 みんなのヒット!ベスト20+10 （2006年1月 - 2007年9月、ニッポン放送）
- 三宅裕司のサンデーハッピーパラダイス（2007年10月 - 2011年4月、ニッポン放送）
- 三宅裕司のサンデーヒットパラダイス（2011年4月17日 - 、ニッポン放送） - 1時間の地方局向けバージョンのネット局の1つであるIBC岩手放送でも中波に限らず、2011年5月から2012年3月18日放送分まではradikoの復興支援サイトを通じて全国で聴取することができた。

### テレビドラマ
- 土曜ドラマ（NHK）
  - 優しい時代（1978年） - トレーナー 役
- 俺たちは天使だ! 第1話（1979年4月15日、日本テレビ）
- 銀河テレビ小説「鳥獣の寺」 第4話（1979年、NHK）
- 天まであがれ! 第15話（1982年7月17日、日本テレビ） - 常山健三 役
- サザエさん パート4（1983年9月28日、フジテレビ）[28]
- さよなら!ぐうたらママ（1984年6月18日、フジテレビ）
- ハーイあっこです（1984年11月5日、フジテレビ）
- 冗談ストリート → 冗談ストリート2（1985年 - 1986年、TBS）
- アイドル殺人事件 歌番組での殺しの方法教えます（1986年1月14日、テレビ朝日） - 主演
- 一家だんらん物語（1986年8月23日 - 9月27日、TBS） - 主演・勝一郎 役
- ギャグパラダイス!俺たちにカギはない（1986年9月29日、日本テレビ） - 主演
- お葬式戦争'86（1986年10月9日、テレビ朝日） - 主演・栄一 役
- 痛快!婦警候補生やるっきゃないモン!（1987年3月29日 - 9月27日、テレビ朝日） - 高橋喜明 役（友情出演）
- 東芝日曜劇場
  - 「札幌ラーメン物語 おいしい夫婦」（1987年5月3日、北海道放送）
  - 「おとこたちの家」（1988年6月26日、TBS） - 主演
  - 「びっくりしたな、もう!」（1989年7月16日、TBS）
- ドラマのように『愛してる…』（1987年7月19日、TBS） - 主演・木島 役
- ラジオびんびん物語 第2話・第3話（1987年8月10日・8月17日、TBS） - 三宅裕司 役（本人役）※第3話は声のみ
- 水曜ドラマスペシャル「魔夏少女」（1987年8月12日、TBS）
- 哀しみの吸血鬼（1987年9月20日、TBS）
- ドラマ23（TBS）
  - 「ビデオ・パーティ」（1987年10月5日 - 10月8日）
  - 「愛人マンション」（1987年11月16日 - 10月19日）
  - 「愛人マンションII」（1988年5月16日 - 5月19日）
  - 「23時の女たち」（1988年10月31日 - 11月3日） - 結婚詐欺師 役
  - 「あ〜あ小市民」（1989年8月7日 - 8月10日）
- 家庭の問題（1987年10月12日 - 1990年9月28日、TBS）
- 剛田探偵物語 おいしそうな死体（1987年11月15日、TBS） - 主演
- 週末にラブソング（1987年5月15日、TBS） - 主演
- ウルトラマンをつくった男たち 星の林に月の舟（1989年3月21日、TBS） - 円谷一郎 役
- ドラマチック22
  - 「ザ・教育費」（1989年11月4日、TBS） - 主演・貧乏弁護士・富田 役
  - 「課長さんがんばって」（1990年3月24日、TBS） - 主演・課長 役
  - 「東京まゆつばCITY」（1990年7月14日、TBS）
  - 「お嬢さま教育」（1990年9月8日、TBS） - 主演・貧乏弁護士 役
  - 「究極の誘惑 先生!ボクをお嫁さんにして???」（1990年10月3日、TBS） - 主演・徹 役
- 三宅裕司・SETの怪傑黄金時間隊 宇宙がさけんでいる－あなたも宇宙飛士になりませんか（1990年1月25日、TBS） - 主演
- 手塚治虫物語 いとしき生命のために（1990年2月、日本テレビ）
- ハイスクール大脱走（1991年1月9日 - 3月27日、テレビ東京） - 鍋釜 役
- 芸者小春の華麗な冒険 第4話（1991年5月2日、テレビ朝日）
- 世にも奇妙な物語「もう酒ヤ・メ・タ!」（1991年9月26日、フジテレビ） - 主演・高島周平 役
- 月曜ドラマスペシャル
  - 「弁護士富田茂作 42歳の純情」（1993年6月14日、TBS） - 主演・富田茂作 役
  - 「テキ屋の信ちゃん5 青春完結編」（1995年10月2日、TBS） - 中西一郎 役
- 日本テレビ開局40周年記念番組「ゴールデンボーイズ－1960笑売人ブルース」（1993年8月24日、日本テレビ）
- 君に伝えたい「溺れてみたい」（1994年6月19日、毎日放送） - 主演・賢二 役
- 火曜サスペンス劇場「まりえの客」（1994年10月18日、日本テレビ） - 主演・柴山元 役[29]
- 三都結婚物語II 京都・祇園のフィリピーナ（1995年3月13日、関西テレビ） - 野田 役
- ドラマ新銀河「拝啓自治会長殿」（1995年11月20日 - 12月7日、NHK） - 主演・小池 役
- 連続テレビ小説（NHK）
  - マー姉ちゃん（1979年） - 酒田燃料店の従業員 役
  - ひまわり（1996年4月1日 - 10月5日） - 南田優 役
  - あさが来た（2015年 - 2016年） - 渋沢栄一 役
  - ひよっこ（2017年） - 柏木一郎 役
- 町（1997年11月28日、フジテレビ）
- お熱いのがお好き? （1998年7月1日 - 9月9日、日本テレビ） - 野々山惇平 役
- 24時間テレビスペシャルドラマ「最後の夏休み」（2001年8月18日、日本テレビ） - 春男 役
- 慎吾ママドラマスペシャル おっはーは世界を救う2（2001年8月31日、フジテレビ） - 海太郎 役
- ギンザの恋 第6話（2002年2月11日、読売テレビ） - 特別友情出演
- 月曜ドラマシリーズ「妻の卒業式」（2004年6月28日 - 7月26日、NHK総合テレビ） - 神崎孝之 役
- どんまい!（2005年11月14日 - 12月22日、NHK） - 大村晴男 役
- 恍惚の人（2006年10月17日、日本テレビ） - 立花信利 役
- 金曜プレステージ「千の風になってドラマスペシャル『死ぬんじゃない! 実録ドラマ・宮本警部が遺したもの』」（2008年2月15日、フジテレビ） - 主演・宮本邦彦 役
- 囚われつかじ〜13人の容疑者〜 第5回（2008年5月21日、WOWOW） - アイドル殺しの容疑者 役
- 魔王（2008年7月4日 - 9月12日、TBS） - 中西弘道 役
- 土曜時代劇 「桂ちづる診察日録」（2010年9月4日 - 12月25日、NHK） - 酔楽先生 役
- ショートピース（2011年3月20日、フジテレビ）※総合プロデュースも担当。
- 生まれる。（2011年4月22日、TBS） - 林田新平 役
- ショートピース2（2011年5月22日、フジテレビ）※総合プロデュースも担当。
- たんぺん！〜大人のコメディ劇場〜（2011年7月31日）
- 遺留捜査シリーズ（テレビ朝日） - 東孝彦 役
  - 第2シリーズ（2012年7月12日 - 9月6日）
  - 第3シリーズ（2013年4月17日 - 6月12日）
  - スペシャル（2013年11月10日）
  - スペシャル2（2014年8月9日）
  - スペシャル3（2014年10月19日）
  - スペシャル4（2015年5月17日）
- ヒューマンドラマスペシャル「ぱじ〜ジイジと孫娘の愛情物語」（2013年3月27日、テレビ東京） - 山神行雄 役（友情出演）
- 水曜ミステリー9「金沢のコロンボシリーズ」（テレビ東京） - 前田勝利 役
  - 金沢のコロンボ1（2014年9月24日）
  - 金沢のコロンボ2（2015年5月20日）
  - 金沢のコロンボ3（2016年8月17日）
- 夏樹静子サスペンス「跳びおりる」（2017年3月18日、フジテレビ） - 鶴賀英明 役
- ユニバーサル広告社〜あなたの人生、売り込みます!〜（2017年10月20日 - 12月1日、テレビ東京） - 石井健一郎 役
- 孤独のグルメ Season9 第8話（2021年8月28日、テレビ東京） - 大将 役
- ワカコ酒 Season6第10話（2022年3月15日、テレビ東京） - 釜あげうどん『はつとみ』 大将 役
- おかしな刑事最終回! 大千秋楽スペシャル（2024年1月6日、テレビ朝日） - 栗山喜一郎 役[30]

### 映画
- 四月の魚（1986年） - 小林 役
- ビリィ★ザ★キッドの新しい夜明け（1986年） - ニュースキャスター 役
- 紳士同盟（1986年） - 近藤浩二 役
- 恐怖のヤッちゃん（1987年） - ゴミ出しするヤクザ 役
- ぼくらの七日間戦争（1988年） - ラジオDJ 役
- 満月のくちづけ（1989年） - 新聞拡張員 役 ※製作総指揮も担当。
- 夢見通りの人々（1989年） - 井森良太 役
- バトルヒーター（1989年） - 教師 役
- ミンボーの女（1992年） - 100万ドルの笑顔のフロントマン 役
- 居酒屋ゆうれい（1994年） - 辰夫 役
- サラリーマン専科（1995年） - 主演・石橋万作 役
  - サラリーマン専科 単身赴任（1996年） - 主演・石橋万作 役
  - 新サラリーマン専科（1997年） - 主演・石橋万作 役
- スーパーの女（1996年） - 青果部チーフ 役
- 哭きの竜（1998年） - 三好達司 役
- 週刊バビロン（2000年） - 水島良平 役
- 壬生義士伝（2003年） - 大野次郎右衛門 役
- ドラッグストア・ガール（2003年） - 沼田 役
- 釣りバカ日誌14 お遍路大パニック! （2003年） - 岩田千吉 役
- ロード88 出会い路、四国へ（2004年） - 町の巡査 役
- 佐賀のがばいばあちゃん（2006年） - 岩永明広 役
- 恋しくて（2007年） - TV番組司会者 役（特別出演）
- 結婚しようよ（2008年） - 香取卓 役
- 護られなかった者たちへ（2021年） - 櫛谷貞三 役
- 父と僕の終わらない歌（2025年）[31]

### テレビアニメ
- じみへん（1994年、TBS）
- レレレの天才バカボン（1999年、テレビ東京） - モク山さん 役[32]

### 劇場アニメ
- 魔物語 愛しのベティ（1986年） - 肝川胆平 役
- 映画ドラえもん のび太と緑の巨人伝（2008年） - 長老ジィ 役
- かぐや姫の物語（2013年） - 地井武男の代役として翁 役（クレジット上は「特別出演」名義）[33]

### 人形劇
- モンキーパーマ（2013年10月 - 12月、東名阪ネット6・5いっしょ3ちゃんねる） - お釈迦様 役

### 吹き替え

#### 洋画
- バック・トゥ・ザ・フューチャー（1985年、フジテレビ『ゴールデン洋画劇場』版） - 主演・エメット・ブラウン博士〈ドク〉 役
- レーシング・ストライプス（2005年、劇場公開版） - タッカー 役

#### 海外アニメ
- 電光石火バットマン（1990年、テレビ東京『アミューズシアター・バットマン』版） - バットマン 役

### ラジオドラマ
- 笑の大学（1995年、NHK-FM） - 主演・向坂睦男 役

### ゲーム
- 奇跡のマヤ占い（1999年、PlayStation） - プロデュース[34]

### CM
- ニッカウヰスキー「マイルドニッカ」（1984年） - ロボットのアポジー役を担当。ペリジー役の戸川純とのデュエット曲「月世界旅行」（「超時空コロダスタン旅行記」に収録）を披露した。
- 講談社「ミステリー文庫『検死』」（1985年） - 桑田佳祐と共演[35]
- 第一生命保険「リード21『家庭/まちがい/お休み』」（1986年） - SETの今村明美、三谷悦代と共演[36]
- モービル石油（現：ENEOS）（1987年） - モービル石油において長年ハイオクガソリンとして販売されてきた「Mobil-Hi」シリーズ最後の製品「Mobil-Hi アルキー」とその後継商品「Mobil F-1」各登場時のCMに、小倉久寛や八木橋修らを含む当時SETに所属していた全団員とともに出演している。映像中で三宅は小倉と共に最前列に並んでいた。
- ファミリーマート「ビデオマガジン天下泰平」
- 三菱電機「モノクロテレビ電話・TelePaSee（テレパシー）」
- リクルート「じゃらん『大八車』」（1990年） - 藤原礼実と共演[37]
- 丸美屋食品「麻婆豆腐の素」「麻婆茄子の素」「麻婆もやしの素」「麻婆キャベツの素」「麻婆白菜の素」「釜めしの素」「棒々鶏の素」「かけうま麺用ソース」（1991年 - ） - 足立梨花、豊嶋花と共演[38]
- 資生堂「湯らり『大好き/あっ/似たかった』」（1992年） - 長尾麻未と共演[39]
- 日清食品「麺の達人」
- UR都市機構「三宅UR司篇」
- 黄桜「呑」
- 常盤薬品「ビタシーゴールド」
- エーザイ「サクロン」
- ヤクルト本社「タフマン『元気の素/ゆずりあい/アレ/腕ズモウ』」（2004年） - 伊東四朗と共演[40]